# História do transporte urbano de Porto Alegre
O transporte urbano de Porto Alegre teve uma de suas primeiras iniciativas em 1864, quando o cidadão Estácio Bitencourt contratou a construção de uma linha de carris de ferro, partindo da Várzea alcançava a Azenha e a estrada do Laboratório, subindo-a até os fundos da capela Menino Deus. Tal veículo recebeu a denominação de maxambomba pela população local, em alusão à locomotiva a vapor usada no Rio de Janeiro. A duração da companhia foi efêmera, pois seu empresário, não suportando os prejuízos, não conseguiu manter os serviços por muito tempo.

## Os bondes

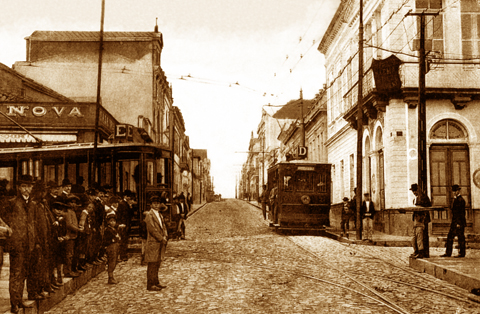
Primeiros dias de circulação dos bondes elétricos em Porto Alegre, 1908, foto de Virgilio Calegari.

Em 1 de novembro de 1864, foi inaugurada a primeira linha de bondes tracionados por mulas de Porto Alegre, as maxambombas. Seu trajeto iniciava nas escadarias da Praça da Independência (atual Praça Argentina), percorria toda a atual Avenida João Pessoa, entrava na Azenha até a Rua Botafogo, seguindo até chegar na Avenida 13 de Maio (atual Getúlio Vargas), indo findar na Igreja Menino Deus.
Os trilhos das maxambombas eram de madeira e assentados sobre um terreno mal sedimentado. Comportando até 20 passageiros por viagem, os veículos eram pesados demais, barulhentos, sem nenhum conforto e descarrilhavam a todo o instante. Assim sendo, a linha foi encerrada em 1872 e os bondes vendidos à cidade de Rio Grande Porém no mesmo ano é criada a Companhia Carris de Ferro Portoalegrense para substituí-la, com o capital efetivo de 600:000$000, com fundos rio-grandense e carioca   Em 1873 circula o primeiro bonde da Carris em Porto Alegre, na linha Menino Deus, puxados por mulas, circulariam até 1914.
Em 1893 surge uma nova companhia de transportes chamada Companhia de Bondes Carris Urbanos, a qual se fundiria com Companhia Carris de Ferro Portoalegrense, formando a Companhia de Força e Luz Portoalegrense, em 1906, que implantaria os bondes elétricos na capital. Em 22 de agosto de 1906 foram adquiridos 37 unidades da United Electric na Inglaterra, de um e dois andares.
Em 1908 inicia o tráfego dos bondes elétricos pelos bairros Menino Deus, Glória, Teresópolis e Partenon. A iluminação pública dos bairros passou também a ser fornecida pela Usina Elétrica Municipal. Em 1920, os veículos de dois andares foram reduzidos a veículos simples pois sua aceitação não foi boa.
Em 1926, já existiam quase uma centena de bondes em circulação. No mesmo ano, por decisão de sua assembleia geral, a companhia do bondes voltou a se denominar Companhia Carris Portoalegrense. Em 1928 o controle acionário passaria para a Bond and Share, propriedade da General Electric.  Em 1952 sucessivas greves e o evidente desinteresse dos norte-americanos da Bond & Share em manter o transporte por bondes levam a prefeitura de Porto Alegre a intervir na companhia, assumindo como interventor José Antônio Aranha, irmão do ministro Oswaldo Aranha A companhia é encampada pela prefeitura em 29 de novembro do ano seguinte, durante o mandato do prefeito Ildo Meneghetti.
Os bondes seguiram operando durante décadas, continuando a arcar com grande parte do transporte de passageiros, que os ônibus pouco a pouco tomavam conta. Finalmente, em 8 de março de 1970 corre o último bonde em Porto Alegre. Neste dia houve solenidade de despedida, à qual compareceram o Prefeito e autoridades, além disso toda a população pôde viajar gratuitamente e às 20h30, o último bonde foi recolhido ao depósito.
Ao longo da história dos bondes elétricos na cidade circularam nada menos de 10 belgas, 89 ingleses e 130 americanos, durante o ano de 1961 foram transportados 89 milhões de passageiros sendo utilizados para isso 103 bondes.

## Experiência com trólebus
Ao longo da década de 1950 foi projetado o serviço de trólebus para auxiliar o serviço de bondes, porém somente foi iniciada a operação na década seguinte. Em sua extensão máxima, o percurso dos trólebus atingiu apenas 10 km de rede elétrica e em cinco anos de funcionamento, houve apenas duas linhas de trólebus: Auxiliadora e Menino Deus, transportando em média, respectivamente, 900 e 400 passageiros por dia, segundo dados da companhia. O sistema não teria funcionado a pleno devido a problemas de adaptação da voltagem da rede elétrica e também porque os veículos tinham defeitos nos freios.
Em maio de 1969 circularam os últimos trólebus, tendo cinco dos veículos ainda em bom estado, sido vendidos para Araraquara e os quatro restantes como sucata.

## A era do ônibus

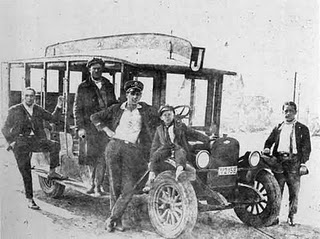
O primeiro ônibus de Porto Alegre, 1926.

O primeiro ônibus de Porto Alegre circulou em 1926, propriedade de Amador dos Santos Fernandes e Manuel Ramires. Depois de 1929, Amador fundou a Empresa Amador para transportes  entre Porto Alegre e São Leopoldo, empresa que deu origem à atual Central Transportes, de São Leopoldo. Os primeiros ônibus da Carris circularam em 1929, tendo seu serviço sido interrompido em 1956 e os ônibus transferidos para outra companhia e retomado somente em 1966.  Em 1942 a Central Transportes adquire o primeiro ônibus a diesel do Rio Grande do Sul da marca Büssing-Nag.
Com o fim da operação dos últimos bondes, a Secretaria Municipal de Transportes reconfigura as linhas de transporte coletivo urbano de Porto Alegre, e a Carris passa a operar linhas de ônibus com trajetos semelhantes aos anteriormente percorridos pelos bondes. Em 1973 é criada a Região Metropolitana de Porto Alegre , inicialmente formada por 14 municípios, sendo que o crescimento auxiliado pelo processo migratório e as emancipações fizeram com que em 2001 ela chegasse ao total de 31 municípios.
Em 1975 é criada a Fundação de Planejamento Metropolitano - METROPLAN, órgão vinculado ao Governo Estadual que executa a gestão do serviço de transporte intermunicipal metropolitano da região Metropolitana. No final desta mesma década, com auxílio do Ministério dos Transportes, desenvolve-se o Plano Diretor de Transportes da Região Metropolitana de Porto Alegre - PLANMET/PA. O plano visava à ampliação da produtividade do transporte coletivo através da priorização deste, segmentando a circulação de ônibus e carros. Devido à inexistência de outro modal, uma vez que na época existia apenas o transporte ferroviário instalado ao longo da BR-116, o plano concentrava-se no transporte rodoviário para a RMPA. Nesta época estavam operando em Porto Alegre a Carris mais vinte e cinco empresas privadas. E sob o gerenciamento do Departamento Autônomo de Estradas de Rodagem (DAER) operavam 12 empresas de transporte coletivo intermunicipal na Grande Porto Alegre - RS. Com a ampliação do sistema de transporte coletivo urbano transportado por ônibus, foram sendo ampliadas as vias de circulação deste modal, com a criação dos corredores de ônibus nas principais avenidas que ligam ao centro. De 1977 a 1982 foram criados os corredores das avenidas Érico Veríssimo (Cascatinha), João Pessoa - Bento Gonçalves e Oswaldo Aranha - Protásio Alves, além das faixas exclusivas para ônibus nas avenidas Cristóvão Colombo e Independência. O sistema era basicamente radial, sendo que o mesmo ocorria com o sistema metropolitano concentrando-se na BR-116, Avenida Assis Brasil e Bento Gonçalves, o que tornava a circulação quase que indisponível nas horas de pico nestes trechos.

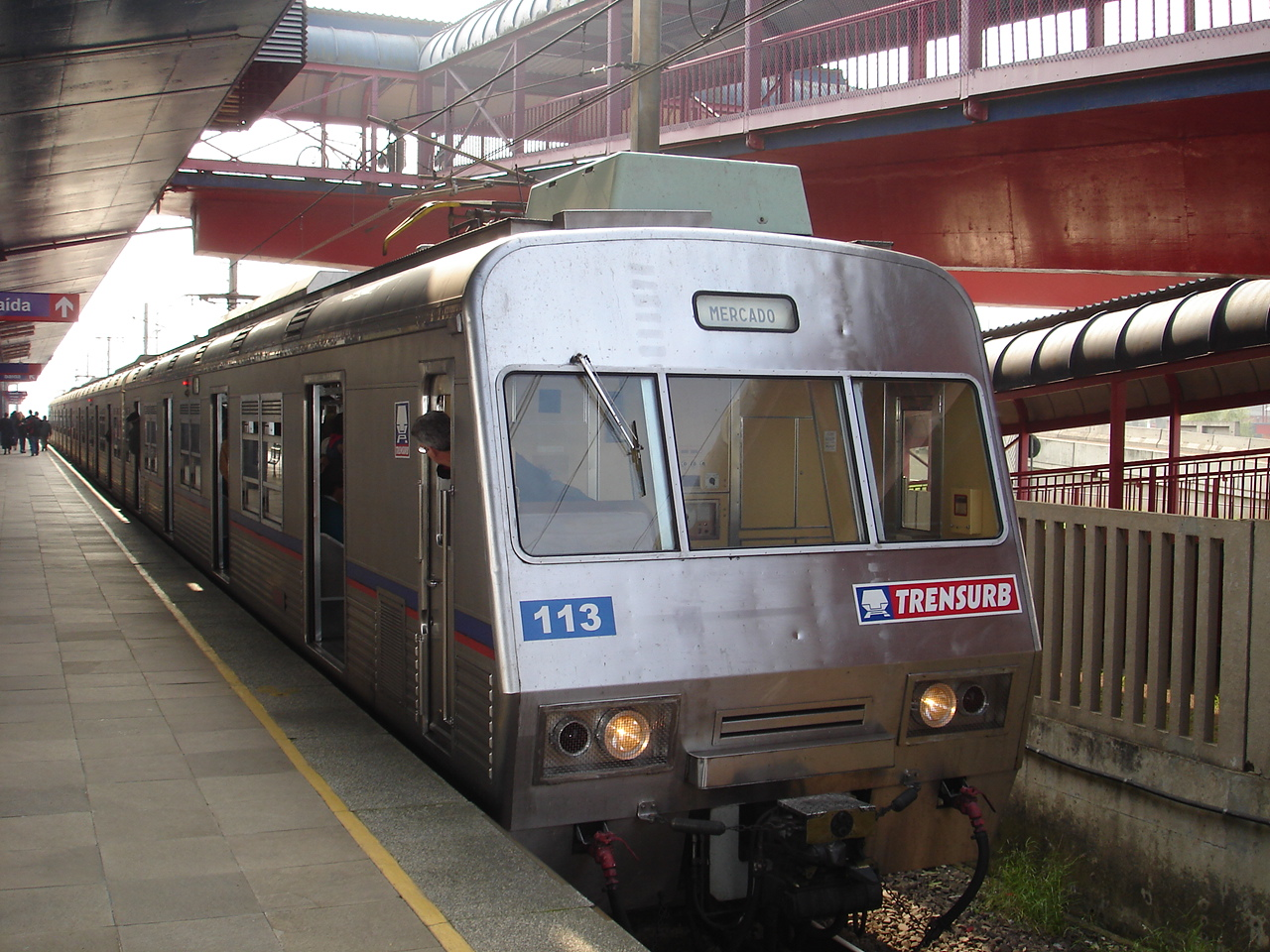
Vagão do Trensurb na estação.

Em 1976 visando minimizar a característica radial da operação por ônibus na capital gaúcha, são criadas as linhas Transversais T1, T2, T3 e T4 as quais se encontram em operação até os dias atuais, sendo estas operadas pela empresa pública Carris. Também nesta década, em 1977 inicia-se a operação do Sistema de Taxi-lotação originalmente com veículos Volkswagen Kombi, hoje operando com micro-ônibus em mais de 20 itinerários diferentes. Buscando consolidar o Plano Integrado da Região Metropolitana - PDM, é elaborado o que vem a ser um dos desdobramentos do PLANMET/PA, o Estudo de Trem Suburbano da Região Metropolitana de Porto Alegre - TRENSURB, prevendo o transporte de massa ao longo do eixo da BR-116 ligando os municípios da capital até Novo Hamburgo. Implantado em 2 de março de 1985 com trecho inicial de Porto Alegre à Sapucaia do Sul, em 9 de dezembro de 1997 passa a operar até São Leopoldo somando 17 estações, 33,8 km de extensão de itinerário, com capacidade de transporte para 21600 passageiros/hora/sentido, segundo dados do site da empresa. É uma empresa pública de economia mista, vinculada ao Ministério das Cidades sendo que mais de 99% das ações pertencem ao Governo Federal. 

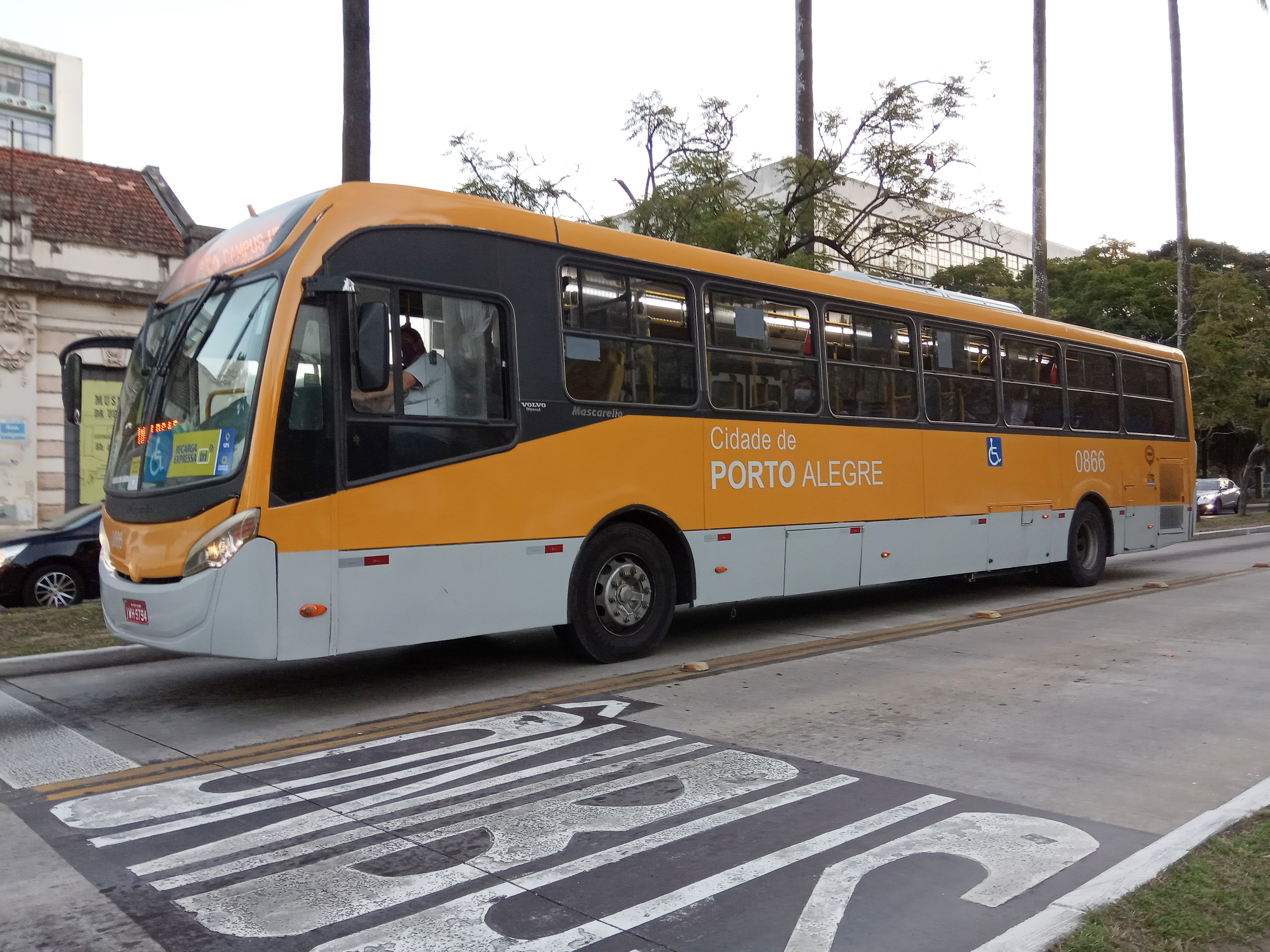
Mascarello GranVia BRS da Carris.

Mesmo com a criação dos corredores exclusivos de ônibus, executada no período do prefeito Guilherme Socias Villela, entre 1980 a 1983, verificou-se no corredor da Av. Assis Brasil uma elevada circulação de coletivos urbanos e metropolitanos, circulação esta que o corredor não comportou adequadamente. Desdobraram-se os ônibus urbano passando uma parte a circular pela Av. Sertório, que na época ainda não contava com corredor de ônibus, e outra manteve-se no corredor da Av Assis Brasil dividindo-o com os ônibus metropolitanos. Mesmo com a criação das linhas transversais que faziam a ligação com o corredor da Av Bento Gonçalves, evitando que o trajeto percorrido pelos passageiros com este destino tivesse que passar pelo centro da cidade, esta medida não teve grande êxito. Pois havia uma grande resistência por parte dos operadores, uma vez que a disputa por passageiros faziam com que estes se recusassem a operar pela Av. Sertório, uma vez que esta não oferecia expressiva demanda de passageiros. Fez-se necessário diminuir o número de ônibus operando no corredor da Assis Brasil, pois o tempo de viagem ampliava-se com os congestionamentos, em detrimento da receita que apresenta índices negativos. Fez com que a ideia da formação de consórcios operacionais ganhasse força, pois existia informalmente este modelo adotado pelas empresas Sopal e Nortran. Porém formação deste modelo consolida-se apenas em 1993, ainda sob a administração do Partido dos Trabalhadores, o qual se opunha em 1989 durante o governo do prefeito Olívio Dutra que interveio no sistema de transporte até 1991. Ao término da intervenção a empresa Sopal encontrava-se dividida em duas operadoras, a Fênix e a Vianorte, sendo que ambas as empresas passavam por difícil situação. Em março de 1993 cria-se a Vianorte Serviços, um modelo de administração consorciada entre as empresas Fênix, Vianorte e Nortran, sendo todas as empresas operadoras da área norte da capital gaúcha. Em 1995 estrutura-se com base na Vianorte Serviços o Conorte, que atualmente roda cerca de 2.480.000 km/mês divididos em 148.000 viagens, transportando 5.650.000 passageiros, através de mais de 80 linhas diferentes operantes na área norte da capital gaúcha, utilizando uma frota de mais de 400 veículos. Os consórcios UNIBUS e STS se equivalem ao Conorte em rodagem mensal, porém a Carris roda aproximadamente 1.760.000 km/mês, ou seja, 700.000 km/mês a menos, portanto também constitui a menor frota operante, variando em torno de 370 veículos.
O modelo de consórcios operacionais visa prioritariamente eliminar a concorrência entre os permissionários de transporte coletivo e sobreposição de oferta de ônibus, que oneram o sistema, racionalizando-o através da economia de escala, remunerando pela quantidade e qualidade do serviço prestado. Uma vez que as permissões eram concedidas por empresa e linha, reservando a esta um marcado cativo por bairro onde iriam operar, sendo que a competição entre os operadores de empresas privadas dava-se ao longo das radiais e a operação nas rotas transversais era unicamente realizada pela empresa pública Carris. Os consórcios operacionais atendiam também a uma das referências do PLANMET, que cita a necessidade da redução da competição nos corredores de ônibus, fazendo com que apenas uma operadora por este corredor circulasse.
Em 1998 foi formalizado o modelo de organização consorciada em bacias operacionais, iniciado no início da década, o qual organizou o transporte coletivo urbano por ônibus em 4 consórcios operacionais. O Sistema Transportador Sul (STS), o Consórcio Operacional Zona Norte (CONORTE), o Consórcio União da Bacia Urbana Sudeste-Leste (UNIBUS), sendo estes três compostos por empresas privadas e a Empresa Carris, que é pública. O Consórcio União da Bacia Urbana Sudeste-Leste, surgiu da união de seis empresas permissionárias do transporte coletivo urbano de Porto Alegre, em 20 de outubro de 1997, sendo o último consórcio a ser formado na Capital.
Hoje, existem mais de 350 linhas operantes no sistema de ônibus de Porto Alegre. Na década de 2000, foram criadas mais linhas transversais, três delas sob base de antigas linhas radiais, inclusive ligando a Zona Sul da cidade a pontos estratégicos como o Aeroporto Salgado Filho, o Câmpus do Vale da UFRGS e o câmpus da PUC-RS, além de mais linhas percorrendo a 3ª Perimetral, que conta com corredor exclusivo.
Com a licitação do transporte coletivo por ônibus em 2016, foram transferidas boa parte das linhas radiais da Carris para as novas bacias de transporte: MOB - Mobilidade em Transportes, na zona Norte, e ViaLeste, à exceção apenas das radiais que ligam o Centro Histórico aos campi na zona leste respectivamente da PUC-RS e da UFRGS (as outras novas bacias são a Mobilidade da Área Integrada do Sudeste - MAIS, e a Viva Sul). Também foram implantadas duas novas transversais sob base de antigas linhas alimentadoras, uma delas, com terminal Sul na Restinga.

## Corredores de ônibus existentes em Porto Alegre
- Avenida Farrapos
- Avenidas Benjamin Constant (parte), Assis Brasil, Brasiliano de Moraes e Baltazar de Oliveira Garcia
- Avenidas João Pessoa e Bento Gonçalves
- Avenidas Osvaldo Aranha e Protásio Alves
- Avenidas Aureliano de Figueiredo Pinto e Érico Veríssimo (Cascatinha)
- Avenidas Dom Pedro II, Augusto Meyer, Carlos Gomes, Sen. Tarso Dutra, Dr. Salvador França, Cel. Aparício Borges e Teresópolis (parte) (3ª Perimetral)
- Avenida Sertório
- Avenida Padre Cacique[17]
- Avenidas Borges de Medeiros e Praia de Belas, sendo cada uma operando em um sentido, constituindo um binário.[18]
- Avenidas Divisa, Cruzeiro do Sul e Moab Caldas (Tronco)

Pistas exclusivas para ônibus e lotação:
- Avenida Cristóvão Colombo
- Avenida Independência
- Avenida Azenha
- Avenidas Teresópolis, Nonoai e Cavalhada[19]
- Avenida Bento Gonçalves (entre o limite com Viamão e a Avenida João de Oliveira Remião)[20]
- Rua da Conceição
- Avenida Ipiranga
- Rua Francisco Trein

Em 2000, é implantado o corredor da Avenida Sertório. Possui um formato diferenciado, com estações elevadas de embarque e desembarque no nível do coletivo. Para tanto, o consórcio CONORTE, atual Mobilidade em Transportes - MOB, através de suas três empresas, precisou adquirir ônibus com portas do lado esquerdo do tráfego. Uma das empresas de transporte metropolitano, a Soul, de  Alvorada, uma cidade vizinha da Zona Norte de Porto Alegre, também passou a adquirir ônibus nessa configuração para operarem no corredor da Sertório.

Nesse mesmo ano, foi ampliado o corredor da Avenida Bento Gonçalves, até a rótula da Avenida João de Oliveira Remião.
Em 2006, são concluídas as obras da 3ª Perimetral, com 12,3 km de corredor exclusivo para ônibus.
Entre 2006 e 2009, a Avenida Baltazar de Oliveira Garcia, na zona norte da cidade, esteve em obras, para também receber um corredor de ônibus. Esse corredor constitui um prolongamento da pista exclusiva da Assis Brasil, facilitando o fluxo dos ônibus que atendem a região do bairro Rubem Berta e o município de Alvorada.
Em 2013, foi implantada uma faixa exclusiva para ônibus e lotações nas avenidas Teresópolis, Nonoai e Cavalhada, à direita da pista de rolamento das vias.

## A bilhetagem eletrônica
Em 2007, iniciou-se a implantação do sistema de bilhetagem eletrônica nos ônibus de Porto Alegre, denominado TRI. O sistema é constituído da instalação de equipamentos eletrônicos, denominados validadores, dentro de cada coletivo, junto à catraca. Foram criados cartões para uso dos usuários no sistema de transporte, que devem ser aproximados dos validadores a fim de ser liberada a passagem. Os cartões chegaram para substituir as antigas carteiras de isenção para idosos e para portadores de necessidades especiais e também substituir as antigas fichas de vale-transporte e de passagem escolar, que eram facilmente revendidas no comércio informal.
Todos os cartões possuem nome e CPF (ou nome da empresa e CNPJ, no caso dos cartões empresariais) e a maioria deles possui foto do usuário.
Os cobradores foram mantidos em seus postos, para que possam liberar a passagem de isentos e estudantes (com meia tarifa) pela catraca, além de receber valores da passagem paga em dinheiro.

### Modelos de cartões de bilhetagem eletrônica
- Cartão TRI Idoso — para cidadãos a partir dos 60 anos.
- Cartão TRI Vale-Transporte — para trabalhadores em geral que possuem o benefício do vale-transporte.
- Cartão TRI Passe Antecipado — funciona da mesma forma que o TRI Vale-transporte.
- Cartão TRI Escolar — para estudantes.
- Cartão TRI Especial — para portadores de doenças ou necessidades especiais.
- Cartão de Acompanhante de Especial — para o familiar ou cônjuge do usuário portador do TRI Especial.
- Cartão TRI Rodoviário — para trabalhadores das empresas de ônibus de Porto Alegre.
- Cartão TRI Empresarial — para empresas disponibilizarem cartões corporativos de transporte urbano.
- Cartão TRI Fiscalização EPTC — para agentes de fiscalização.
- Cartão TRI Assistencial — para usuários abrigados em instituições de assistência social.
- Cartão TRI Vou à Escola — para estudantes.